# ماتيو ميسينا دينارو
ماتيو ميسينا دينارو (بالإيطالية: Matteo Messina Denaro) (ولد في 26 أبريل 1962) والملقب ديابوليك (بالإيطالية: Diabolik) من زعماء المافيا الصقلية. خلف برناردو بروفنزانو وسالفاتوري لو بيكولو بعد اعتقالهما عامي 2006 و2007. ألقي القبض على ميسينا دينارو بتاريخ 16 يناير 2023 في عيادة خاصة في باليرمو بعد أن استطاع الهروب من العدالة ثلاثين عاما. توفي في 25 سبتمبر 2023 عن إحدى وستين عاماً.